# 東榮信用金庫
東榮信用金庫（とうえいしんようきんこ、英語：toei shinkin bank）は、東京都葛飾区に本店を置く信用金庫である。
「Σ（シグマ）バンク」の名で、足立成和信用金庫・亀有信用金庫・小松川信用金庫と提携関係にある。

## 沿革
- 1938年（昭和13年）9月8日 - 産業組合法に基づく有限責任下小松信用組合として設立。
- 1952年（昭和27年）5月15日 - 信用金庫法制定に伴い、東榮信用金庫に改組。
- 2026年 （令和8年） 以降時期未定 - 足立成和信用金庫（したまち信用金庫に改称）に吸収合併され解散予定。

## 店舗
- 東京都（9店）：葛飾区（3店）、江戸川区（5店）、江東区（1店）
- 千葉県（1店）：浦安市（1店）
  - 詳細は 店舗一覧を参照